# Chelidoperca
Chelidoperca là một chi cá biển thuộc phân họ Serraninae nằm trong họ Cá mú.

## Các loài
Có 9 loài được công nhận là hợp lệ trong chi Chelidoperca:
- Chelidoperca hirundinacea (Valenciennes, 1831)
- Chelidoperca investigatoris (Alcock, 1890)[3]
- Chelidoperca lecromi Fourmanoir, 1982
- Chelidoperca maculicauda Bineesh & Akhilesh, 2013[4]
- Chelidoperca margaritifera Weber, 1913
- Chelidoperca occipitalis Kotthaus, 1973[3]
- Chelidoperca pleurospilus (Günther, 1880)
- Chelidoperca santosi Williams & Carpenter, 2015[5]
- Chelidoperca stella Matsunuma & Motomura, 2016[6]